# Dominic Gagné
Dominic Gagné, né à La Tuque en 1977, est un poète québécois.

## Biographie
Dominic Gagné, né à La Tuque en 1977, est un poète québécois.

Ce jeune poète, qui ne croit plus tellement à la poésie engagée, "tombée en désuétude", a été influencé par André Roy "pour la forme et la sensualité de son écriture", par Jean-Marc Desgents "pour son utilisation de l’image", par François Charron, de même que par Hélène Dorion "pour son souci du détail, pour le caractère intime de son œuvre, et surtout, pour la simplicité".
En poésie, il fait paraître quatre titres, soit Fragiles saisons à résoudre (Trois, 2002), Ce beau désordre de l'être (L'Hexagone, 2003), L'intimité du désastre (L'Hexagone, 2005) ainsi que Alejandra, parfois (Éditions Triptyque, 2013),,.
En plus de signer des textes dans plusieurs revues littéraires, tant au Canada qu'à l'international, Dominic Gagné présente un spectacle de poésie multimédia présenté par Rhizome qui s'intitule Elle, parfois, une invitation à plonger « dans l'univers liquide d'une femme au destin particulier ».
En 2011, il reçoit le 2e Prix littéraire Radio-Canada, catégorie poésie.
Il habite à Québec.

## Œuvres

### Poésie
- Fragiles saisons à résoudre, Laval, Trois, 2002, 76 p. (ISBN 2-89516-041-4)
- Ce beau désordre de l'être, Montréal, L'Hexagone, 2003, 59 p. (ISBN 2-89006-707-6)
- L'intimité du désastre, Montréal, L'Hexagone, 2005, 67 p. (ISBN 2-89006-730-0)
- Alejandra, parfois, Montréal, Éditions Triptyque, 2013, 62 p. (ISBN 9782890318458)

## Prix et honneurs
- 2011 - Récipiendaire : 2e Prix littéraire Radio-Canada, catégorie poésie